# Persenbeug-Gottsdorf
Persenbeug-Gottsdorf település Ausztriában, Alsó-Ausztria tartományban, a Melki járásban. Tengerszint feletti magassága 230 méter, területe 8,32 km².

## Elhelyezkedése
Persenbeug-Gottsdorf Hofamt Priel, Marbach an der Donau, Krummnußbaum és Ybbs an der Donau településekkel határos.

## Népesség
| 2016 | 2 221 |
| 2018 | 2 201 |